# Texasrevolutionen
Texasrevolutionen (2. oktober 1835 til 21. april 1836) var et oprør af kolonister fra USA og Tejanoer (texanske mexikanere) i den mexicanske provins Coahuila y Tejas, der gjorde væbnet modstand mod den mexikanske centralregering. Oprøret var en del af et større oprør mod centralregeringen og omfattede andre provinser, der var modstandere af den mexikanske præsident Antonio López de Santa Anna. Det var alene Tejas-provinsen, der lykkedes at løsrive sig fra Mexico, og området erklæerede sig herefter som selvstændig republik under navnet Republikken Texas, der efter knap ti år tilsluttede sig USA. 
Revolution begyndte i oktober 1835 efter et tiår af politiske og kulturelle konfrontationer mellem den mexikanske centralregering og den voksende befolkning af amerikanske bosættere i Tejas-området. Den mexikanske regering var løbende blevet mere centralistisk og befolknigen blev undergivet flere restriktioner, herunder særlig begrænsninger af immigration fra USA. Revolutionen var udløst af at Mexicos præsident i 1835 forkastede den hidtidige forfatning af 1824 og proklamerede en ny.
| Historie | Spire Denne historieartikel er en spire som bør udbygges. Du er velkommen til at hjælpe Wikipedia ved at udvide den. |